# فرودگاه بین‌المللی آیت‌الله آیت‌اللهی لارستان
فرودگاه بین‌المللی آیت‌الله آیت‌اللهی لارستان (یاتا: LRR، ایکائو: OISL) فرودگاهی بین‌المللی در شهر لار، یکی از شهرهای جنوبی استان فارس، است که یک باند فرود آسفالت دارد و طول باند آن ۳۳۲۹ متر برابر با ۱۰٫۹۲۲ پا است.
این فرودگاه با وجود پروازهای هفتگی به مقاصدی همچون تهران، دبی، کویت، دوحه، شارجه و مسقط یکی از محورهای ورود و خروج مسافر و گردشگر در منطقه جنوب کشور به‌شمار می‌آید. همچنین سایت رادار RCAG که پوشش راداری، نظارتی و فرکانسی پروازهای منطقه جنوب کشور تا تنگه هرمز را دربرمی‌گیرد، زیر نظر این فرودگاه قرار دارد.
در سال ۱۳۹۸ خورشیدی ۱٬۳۸۰ نشست و برخاست هواپیما در این فرودگاه انجام شد و ۱۲۰٬۲۹۱ نفر مسافر و ۲٬۸۵۶ تن بار از طریق آن جابجا شدند.

## تاریخچه
فرودگاه لارستان در سال ۱۳۳۹ به دستور محمد رضا شاه پهلوی و برای کمک رسانی به زلزله ۱۳۳۹ لارستان تأسیس شد. این فرودگاه زودتر از فرودگاه بین المللی دبی تاسیس شد و از بروزترین سیستم های ناوبری وقت برخوردار بوده است.
پس از مدتی در سال ۱۳۵۵ این فرودگاه تبدیل به فرودگاه بین المللی لارستان شد. ولی پس از انقلاب نیز این فرودگاه تا ۱۳۷۱ فرودگاه لار به شهرهای خارج از ایران پرواز نداشت و به یک فرودگاه داخلی تبدیل شده بود.  اما از سال ۱۳۷۲ با با راه‌اندازی پرواز به فرودگاه دوبی این فرودگاه به عنوان مسیر های بین المللی را پس از وقفه ای ۱۵ ساله از ۱۳۵۷ دوباره آغاز کرد.
با توجه به این‌که بخش زیادی از مردم این منطقه شامل شهرهای لار، گراش، اوز، خنج، بستک، جویم و  بنارویه و … در کشورهای پیرامون خلیج فارس مشغول به‌کارند، این فرودگاه در سال‌های اخیر به‌طور متناوب به کشورهای امارات متحده عربی، کویت ،قطر و عمان پرواز داشته‌است. تا جایی که گفته می‌شود ۸۰ درصد پروازهای این فرودگاه به مقاصد دبی، کویت، دوحه،  شارجه و مسقط است. همچنین پروازهای داخلی ۲۰ درصد کل پروازهای فرودگاه را شامل می‌شوند که عمدهٔ این پروازهای داخلی به مقصد فرودگاه مهرآباد تهران است.
در سال ۱۳۸۵ این فرودگاه از اداره کل فرودگاه استان فارس جدا شد و از تاریخ ۲۸ آذر ۱۳۹۱ با توجه به حجم پروازی و همچنین نصب دستگاه ناوبری جدید، سطح سازمانیِ این فرودگاه به اداره کل فرودگاه لارستان ارتقاء یافت.

## شرکت‌های هواپیمایی و مقصدهای پروازی

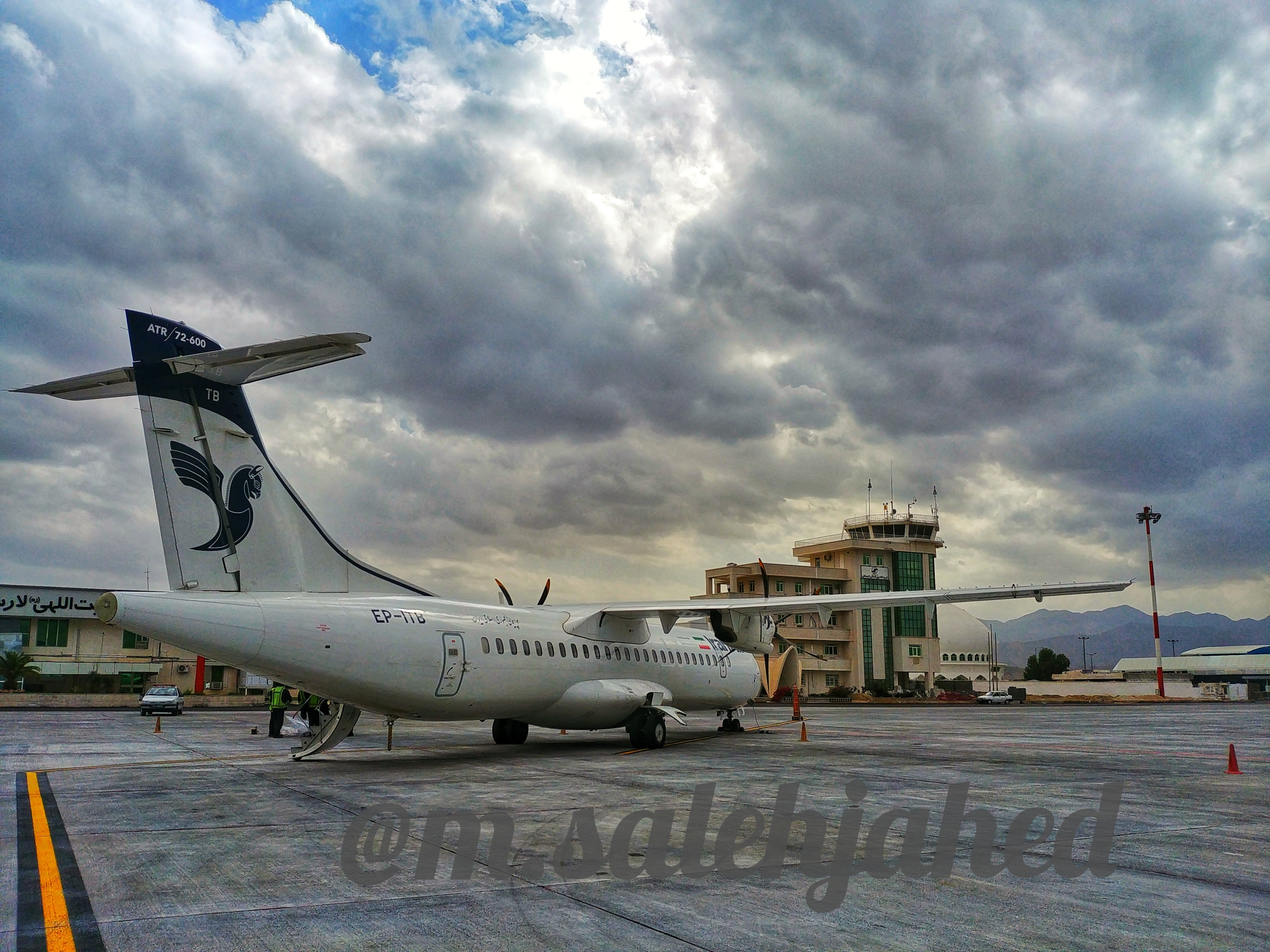
هواپیمای ای‌تی‌آر ۷۲ شرکت ایران‌ایر با نمایی از برج مراقبت فرودگاه لارستان

### پروازهای مسافری
| شرکت هواپیمایی | مقصد پروازی                   | وضعیت |
| -------------- | ----------------------------- | ----- |
| ایر عربیا      | شارجه                         | فعال  |
| ایران‌ایر       | کویت، دوحه (حَمَد)، تهران و دبی | فعال  |
| فلای‌دبی        | دوبی                          | فعال  |
| تابان ایر      | مشهد                          | فعال  |
| تابان‌ایر       | مسقط                          | تعلیق |
| قشم‌ایر         | تهران (مهرآباد)               | تعلیق |

### باری
| شرکت‌های هواپیمایی | مقصدهای پروازی |
| ----------------- | -------------- |
| ایران ایر         | دوحه-حَمَد       |

## نام‌گذاری
نام این فرودگاه برگرفته از نام سید عبدالعلی آیت‌اللهی، امام‌جمعهٔ پیشین لار است که در سال ۱۳۹۱ درگذشت و از آن پس این فرودگاه به نام این شخص نام‌گذاری شد. پیش از آن این فرودگاه با نام فرودگاه لار شناخته می‌شد.

## نگارخانه

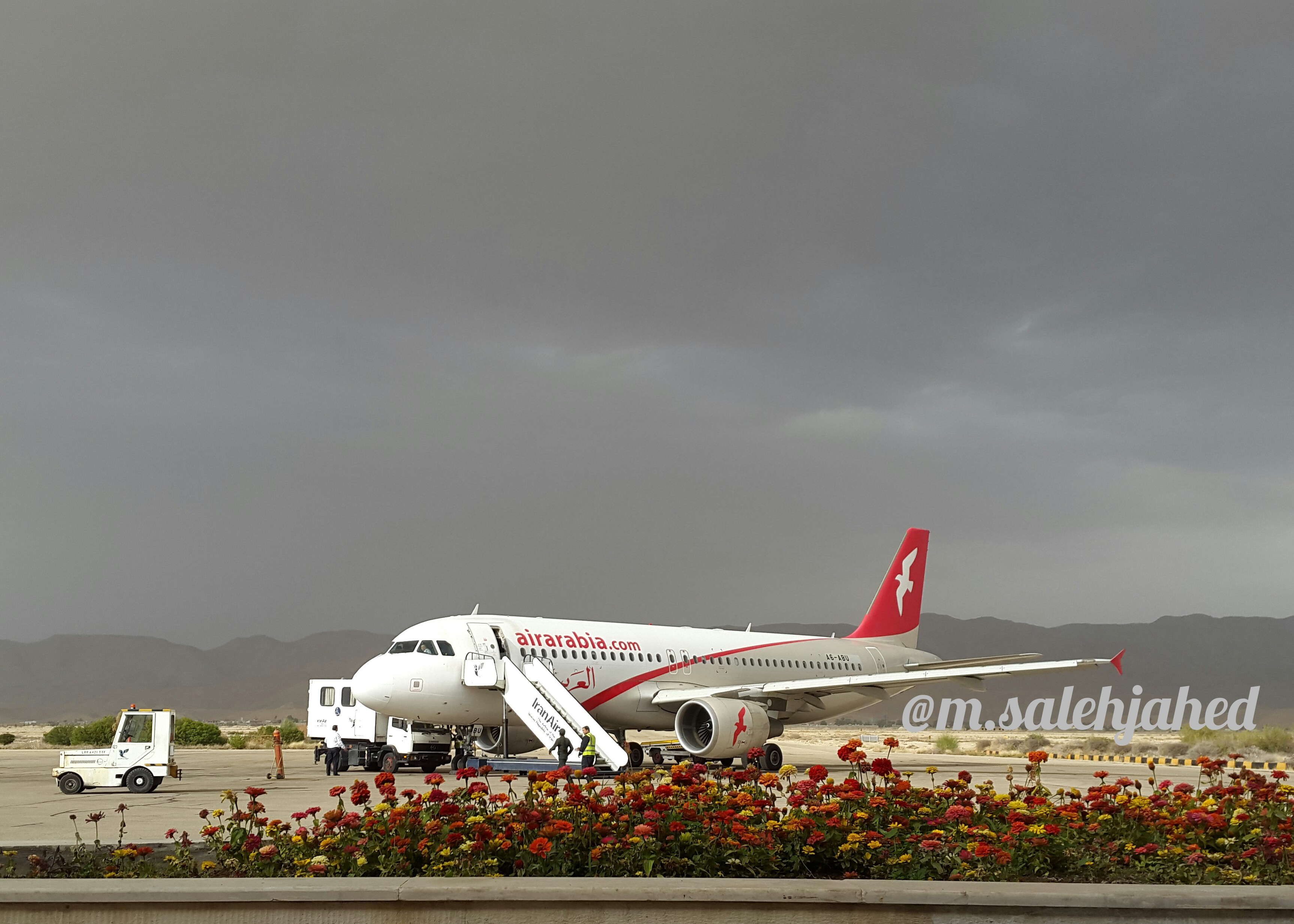
ایرباس ۳۲۰ شرکت ایرعربیا در فرودگاه لار
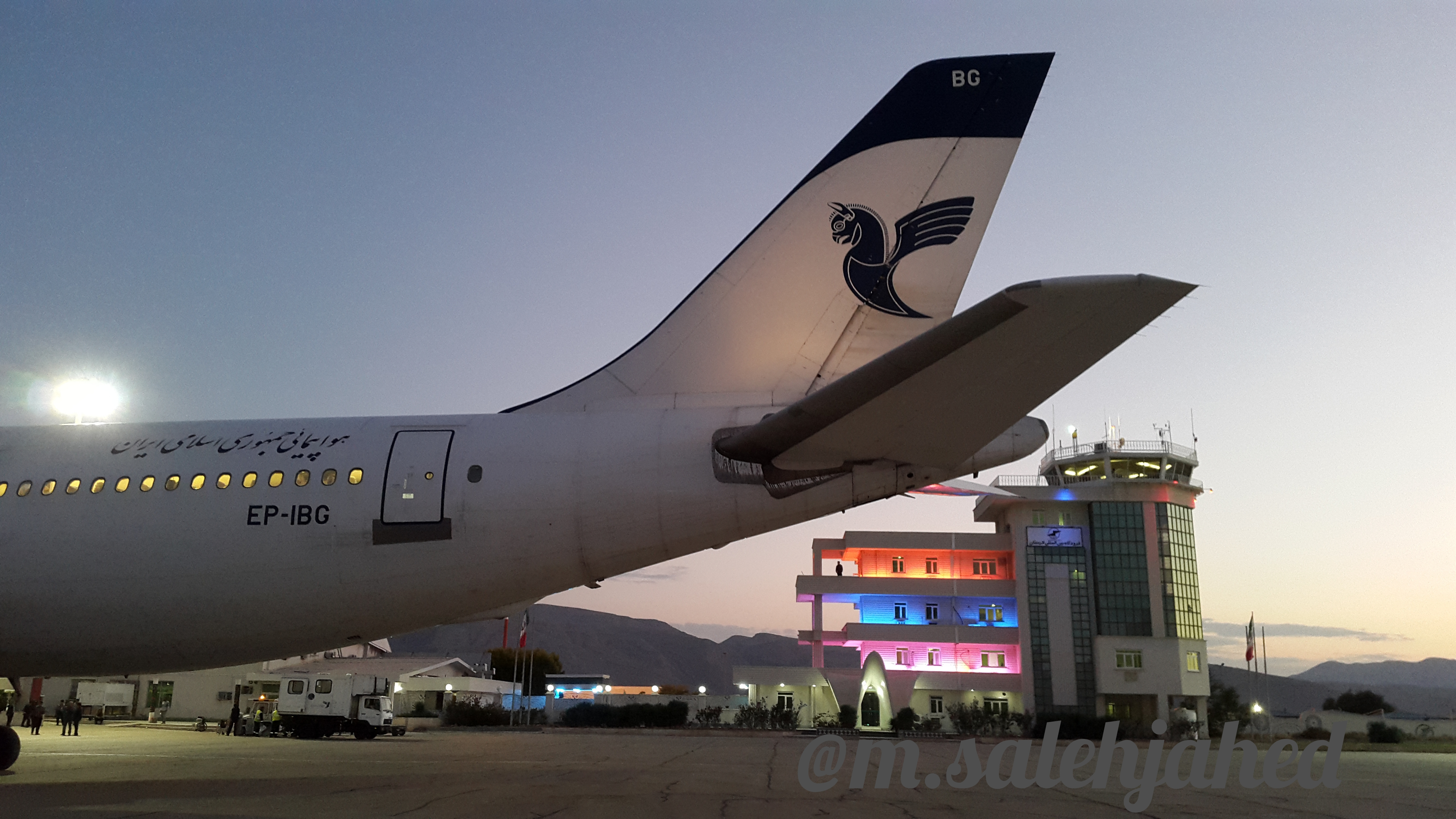
ایرباس ای۳۰۰ پرواز حج عمره ایران‌ایر در فرودگاه لار
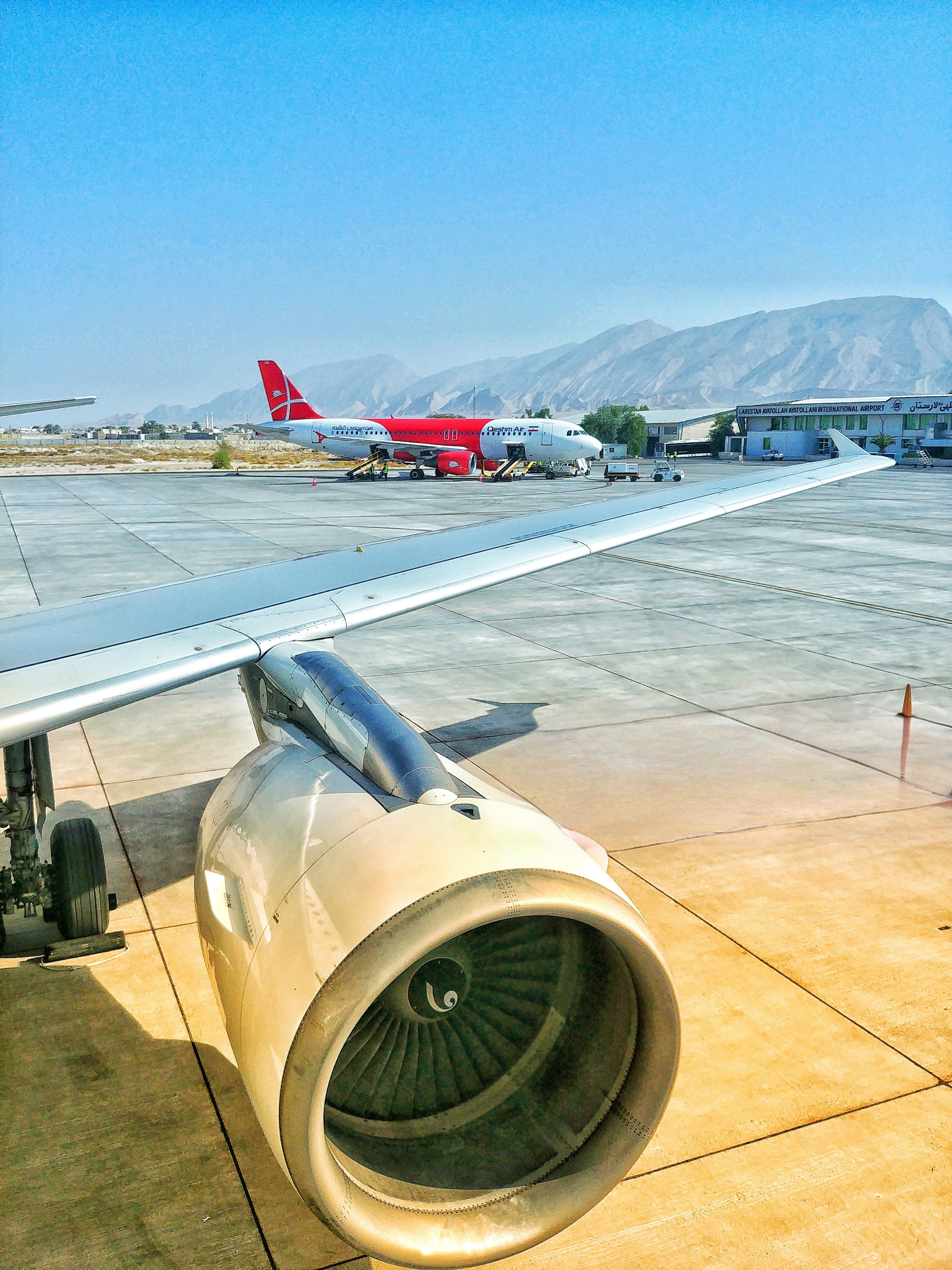
هواپیمای ایرباس ۳۲۰ شرکت قشم‌ایر در فرودگاه لار
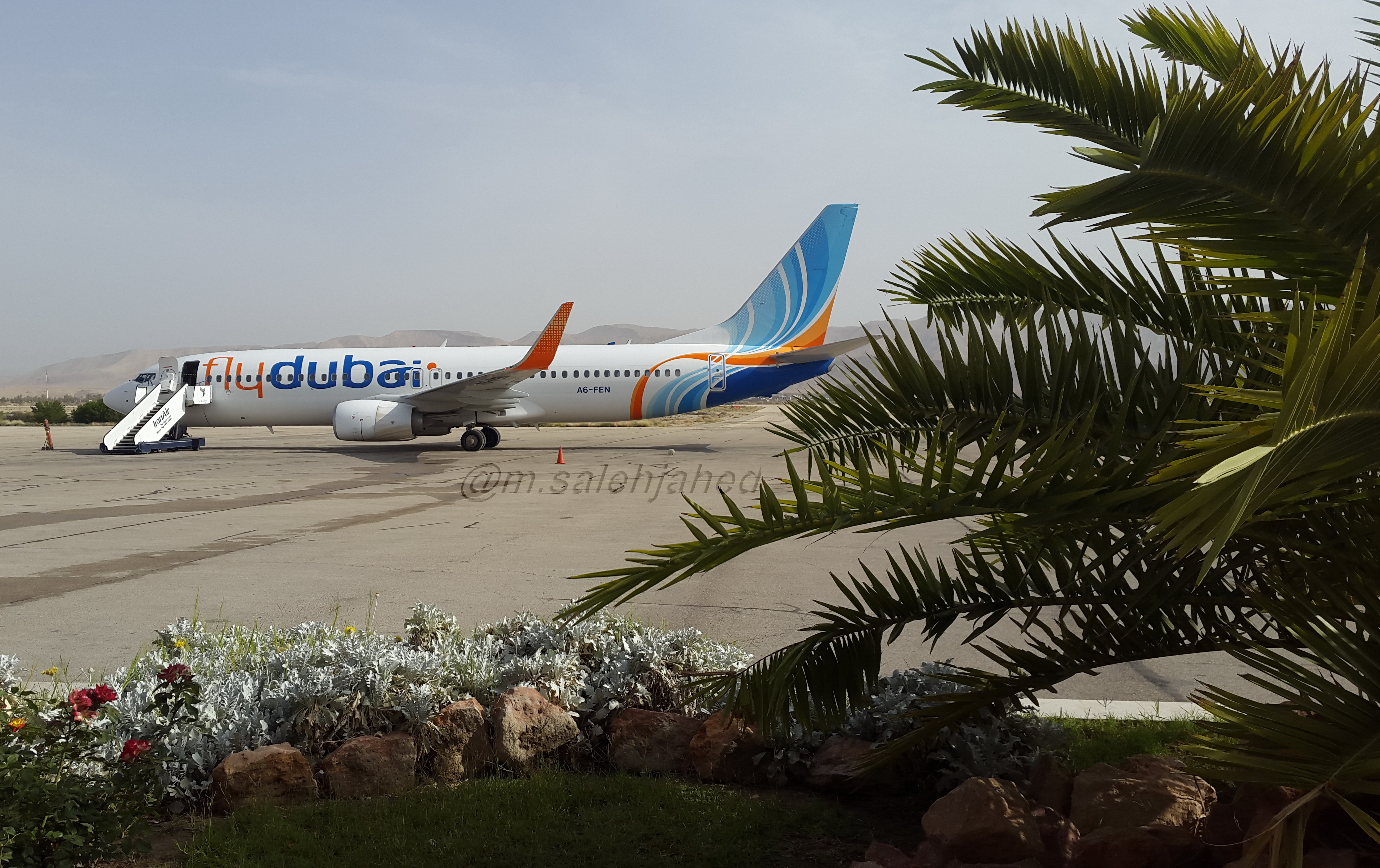
بویینگ ۷۳۷  شرکت فلای‌دبی در فرودگاه لارستان
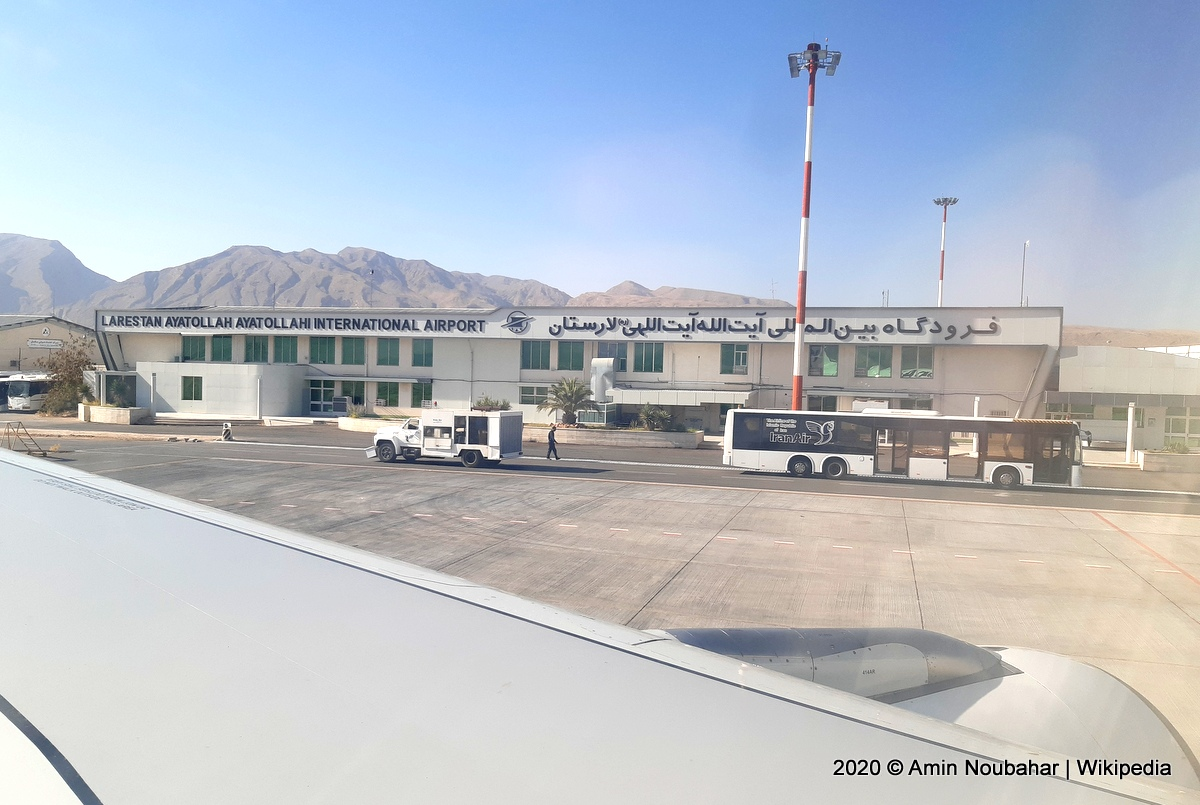
نمایی از فرودگاه لار از درون هواپیما